# 林みかせ
林 みかせ（はやし みかせ、9月29日 - ）は、日本の漫画家。長野県出身。血液型はO型。主に『LaLa』、『LaLa DX』を中心に活動している。
影響を受けている漫画家に望月花梨、やまざき貴子、猫山宮緒を挙げている。

## 略歴
- 2001年、『LaLa DX』3月号（白泉社）に掲載の「はじまりの記憶」でデビュー[2]。
- 2004年、『地球行進曲』が第29回白泉社アテナ新人大賞デビュー優秀者賞を受賞[2]。
- 2013年、『うそカノ』連載開始し[4]、5年の長期連載となる。
- 2021年、画業20周年を迎える[3]。

## 作品リスト

### 連載
- 地球行進曲（『LaLa DX』2003年9月号[5] - 2005年1月号[5]）
- 青色図書館（『LaLa DX』2003年11月号[6] - 2005年7月号[6]）
- 君とひみつの花園（『LaLa DX』2005年11月号[7] - 2008年7月号[7]）
- うそカノ（『LaLa』2013年2月号[4] - 2018年5月号[8]）
- マリッジパープル（『LaLa』2018年9月号[9] - 2021年10月号[10]）
- それでも弟は恋したがる（『LaLa』2022年4月号[11] - ）

### 読み切り
- 僕が見ていた君（『Lunatic LaLa』1995年3月10日号） - 投稿作。
- はじまりの記憶（『LaLa DX』2001年3月号） - デビュー作。
- 片道切符 -いつかみた 未来のカタチ-（『LaLa DX』2001年5月号） - 『地球行進曲』2巻に併録。
- 恋（『LaLa DX』2001年7月号）
- ビタミンボックス（『LaLa DX』2002年1月号）
- 君に降る、言葉のかけら（『LaLa DX』2002年3月号）
- 創色工房（『LaLa DX』2002年7月号）
- 君の旋律は秋の色（『LaLa DX』2002年11月号） - 『地球行進曲』1巻に併録。
- 星に願いを。（『LaLa DX』2003年1月号） - 『水玉ファブリック』に収録。
- イタミドメ ショホウセン（『LaLa DX』2003年3月号）
- 2年H組学校のススメ（『ザLaLa×メロディ』2003年） - 『青色図書館』に併録。
- ラブリーデイズ（『LaLa』2004年7月号） - 『君とひみつの花園』1巻に併録。
- 君のとなり。（『LaLa』2004年12月号）
- 導きの杖（『LaLaスペシャル』2005年6月号） - 『水玉ファブリック』に収録。
- 君を紡ぐ世界（『LaLa DX』2006年5月号）
- 水玉ファブリック（『LaLaスペシャル』2006年8月号） - 『水玉ファブリック』に収録。
- 杣木さん家の恋愛事情（『LaLa DX』2006年11月号） - 『水玉ファブリック』に収録。
- 初恋のひめごと（『LaLa DX』2008年11月号）
- 誘惑の魔法（『LaLa DX』2009年3月号）
- ココロノオンガク（『LaLa DX』2009年7月号） - 『祈り花』に収録。
- 白花メランコリー（『LaLa DX』2009年11月号） - 『祈り花』に収録。
- レンアイショホウセン（『LaLa DX』2010年7月号）
- 未來空想カプセル（『LaLa DX』2011年1月号）
- スイート・スイーツ・カーニバル（『LaLa DX』2011年3月号）
- ゆれる、こもれび亭（『LaLaDX』2011年9月号） - 『うそカノ』第1巻に併録。
- 祈り花（『LaLa増刊黒ララ』2011年10月） - 『祈り花』に収録。
- 相愛メタフィジカ（『LaLa増刊白ララ』2011年12月） - 『祈り花』に収録。
- ふたごぼし（『LaLa DX』2012年7月号）
- 夏の涯（『LaLa増刊青ララ』2012年8月） - 『うそカノ』1巻に併録。
- 終の棲家（『LaLaファンタジー』2013年11月）

### 書籍
- 『地球行進曲』、白泉社〈花とゆめコミックス〉2004年 - 2005年、全2巻
- 『青色図書館』白泉社〈花とゆめコミックス〉、2005年10月初版発行、ISBN 4-592-17431-3
- 『君とひみつの花園』、白泉社〈花とゆめコミックス〉2006年 - 2008年、全3巻
- 『水玉ファブリック』白泉社〈花とゆめコミックス〉、2007年1月10日初版発行、ISBN 978-4-592-18858-2、短編集
- 『祈り花』白泉社〈花とゆめコミックス〉、2012年6月10日初版発行、ISBN 978-4-592-19150-6、短編集
- 『うそカノ』、白泉社〈花とゆめコミックス〉2013年 - 2018年、全11巻
- 『マリッジパープル』、白泉社〈花とゆめコミックス〉2019年 - 2021年、全6巻
- 『それでも弟は恋したがる』、白泉社〈花とゆめコミックス〉2022年 - 、既刊6巻（2025年8月5日現在）

## 関連人物
時計野はり
『LaLa』で同期デビュー。
緑川ゆき
林は緑川の原稿を手伝った経験がある。